# Hyposoter rhodocerae
Hyposoter rhodocerae är en stekelart som först beskrevs av Camillo Rondani 1877.  Hyposoter rhodocerae ingår i släktet Hyposoter och familjen brokparasitsteklar. Inga underarter finns listade i Catalogue of Life.